# Taktaszada
Taktaszada là một thị trấn thuộc hạt Borsod-Abaúj-Zemplén, Hungary. Thị trấn này có diện tích 25,74 km², dân số năm 2010 là 1903 người, mật độ 74 người/km².